# Cà Mau (półwysep)
Cà Mau – nizinny półwysep w południowym Wietnamie. Jest częścią prowincji Cà Mau. Na półwyspie leży miasto Cà Mau.
Na półwyspie występują wilgotne lasy równikowe, a na bagnistych wybrzeżach — namorzynowe.
Na półwyspie Cà Mau uprawia się ryż.